# قائمة شخصيات هاري بوتر المساعدة

## عائلة درسلي
عائلة درسلي هي آخر ما تبقى من أقارب هاري بوتر. ولضمان سلامة هاري وضعه ألباس دمبلدور في رعاية عائلة درسلي عندما كان طفلًا. تعيش عائلة درسلي في رقم 4، بريڤت درايڤ، ليتل وينيغ في سري، إنكلترا. وهم جميعاً من الماغليز (غير السحرة) ويحتقرون  كل الأمور المرتبطة بالسحر ـوكل شيء خارج المألوف عموماًـ وعالم الساحر وخاصة البوترز.

### فيرنون درسلي
فيرنون درسلي، عم هاري الذي تزوج خالته بتونيا. يوصف فيرنون بأنه رجل كبير، بدين، يبدو نوعًا ما فظًا، بالكاد لديه عنق، ولديه شارب كبير. وهو في كثير من الأحيان رئيس عائلته، حيث يضع معظم القواعد لهاري ويحيطه بالتهديدات، فضلًا عن إفساد ابنه ددلي تجاه هاري. وهو أيضاً مدير شركة صناعة الحفر، جرونغز، ويبدو ناجحاً إلى حد كبير في حياته المهنية. يقرأ بانتظام الصحيفة البريطانية ديلي ميل.
يربّي العمّ فرنيون وزوجته هاري على مضض في عمر مبكرة. يُعد وبتونيا في كثير من الأحيان معاديًا لهاري ولم يخبراه أبدًا عن عالم السحر بما في ذلك كيف مات والداه؛ بدلاً من ذلك وصفوا له أنهما ماتا بحادث سيارة. يكره فيرنون هاري لدرجة حبسه كشكل من أشكال العقوبة. خلال صيف السنة الثانية لهاري في هوغورتس، يضع فيرنون الحواجز على نافذة هاري من لإبقائه في بريڤت درايڤ 4. سرعان ما يتصدى لخطته الويزليان اللذان ينقذا هاري في سيارة أبوهما الطائرة. لدى فيرنون لديه كره تجاه أي أمر يتعلق بالسحر أو أي شيء خارج عن المألوف.
عندما يقرر درسلي ترك بريڤت درايڤ بقصد الاختباء، يوشك فيرنون أن يصافح هاري ليودعه على الرغم من أنه في نهاية المطاف لا يقوم بذلك. وفي الفيلم المقتبس، يغادر دون أن يقول كلمة حتى لهاري رغم أن مشهدًا محذوفًا تظهر فيه مصالحة ددلي وهاري يقول له: «إنه الوداع».
لعب ريتشارد غريفيث دور شخصية فيرنون في السلسلة.

### بتونيا درسلي
بتونيا درسلي، خالة هاري، أخت ليلي بوتر الأكبر سنًا، زوجة فيرنون، والدة ددلي، شقيقة زوج مارج. توصف بأنها امرأة نحيلة ذات شعر أشقر ورّثتهُ إلى ابنها، بوجه «فرَسي» ورقبة طويلة جداً، تقضي معظم وقتها في التجسس على جيرانها. عيونها كبيرة وشاحبة على عكس ليلي. عائلتها بأكملها باستثناء ليلي مخلوقة من الماغليز (غير السحرة). وفقًا لبتونيا، كان والداها فخورين بأن لديهما ساحرة في الأسرة غير أنّ بتونيا رأت أختها غريبة الأطوار. في الواقع، كانت بتونيا حسودة ومستاءة لقدرات ليلي السحرية ووصل بها الأمر إلى أن تكتب إلى دمبلدور متوسلة له بالسماح لها بدخول هوغورتس. رفض دمبلدور بلطف إدخالها. بعد ذلك، تنمو لدى بتونيا مرارة نحو المدرسة وكذلك نحو عالم السحر بشكل عام.
تمتلك بتونيا معرفة بعالم السحر أكثر مما تحتاج للاعتراف به. بعد هجوم الدمنتور على هاري ودِدلي، تقول بتونيا إنها تعرف دمنتور حارس سجن السحر، أزكابان. وعندما ينظر إليها هاري وبقية عائلتها بغرابة، تشرح أنها سمعت «ذلك الصبي المروع» يخبر ليلي عنه منذ سنوات. يفترض هاري أن «الصبي المروع» كان والده جيمس ولكن في هاري بوتر ومقدسات الموت يعلم من خلال ذكريات ارتجاع فني أنه في الواقع سيفيروس سناب الذي عرف كلًا من ليلي وبتونيا عندما كانتا طفلتين. في إحدى المناسبات، تقوم بتونيا أو زوجها في الغالب، بإلقاء هاري خارج منزلهما، ولكن عندما تستلم هولر من ألباس دمبلدور، تقرر عدم إرسال الصبي خارجاً بسبب الاتفاق الذي أبرمته مع دمبلدور (بالرغم من أنها تنكر ذلك بادعائها أن قرارها يستند إلى كلام جيرانها عنها إذا طرد درسلي هاري خارجاً).
قبل أن تترك عائلة درسلي بريڤت درايڤ بقصد الاختباء، تتمنى بتونيا لهاري حظًا سعيدًا، وهو ما يشير إلى أنها تشعر بإحساس ضئيل بالارتباط العائلي لابن أختها ولكن كراهيتها التي فرضتها على نفسها تجاه السحر تمنعها من الاعتراف بذلك، وتغادر من دون أي كلمة. في نسخة الفيلم هاري بوتر ومقدسات الموت الجزء الأول، تترك هاري دون إظهار أي شعور ولكن في مشهد محذوف من إصدار بلو- راي ديڤيدي، تُظهر بتونيا اعترافاً بعالم السحر وفي نهاية المطاف الحزن العميق والندم على خسارة شقيقتها الأصغر ليلي وتذكر هاري بأنها فقدت أختها أيضًا. في هاري بوتر والطفل الملعون، يرد ذكر موت بتونيا درسلي بعد سنوات قليلة من دخول الابن الثاني لهاري، ألباس سيفيروس، هوغورتس.
تصور الممثلة فيونا شو بتونيا في الأفلام مع أداء أرييلا بارادايس الدور كطفلة.

### ددلي درسلي
ددلي درسلي، ابن فيرنون وبتونيا درسلي، وابن عم هاري الوحيد. يوصف بأنه صبي أشقر ضخم جدًا (على الرغم من شعره الداكن في الأفلام). يُعطى ددلي ما يريده في كل شيء تقريبًا، ويظهر صفات طفل مدلل. يُعد دودلي متنمرًا بارد القلب وزعيم عصابة من المتنمرين يقدم معهم بانتظام على ضرب هاري والأطفال الأصغر سناً على أعذار تافهة. لهذا السبب، يوصف في وقت مبكر في الرواية الأولى بكونه السبب في عدم حصول هاري على أصدقاء. وعلى الرغم من أن هاري كان جيدًا في الرياضة ويحصل على درجات جيدة فقد كان الضحية المفضلة لتنمر ددلي عليه ما جعل الزملاء خائفين للغاية من مجرد إبداء الإعجاب بهاري. يكبر ددلي هاري بشهر واحد وهذا يعني أن عيد ميلاده لا بد وأن يكون في أواخر يونيو. في نفس العام الذي يدخل فيه هاري هوغورتس، يسجل ددلي في مدرسة والده الخاصة القديمة، سميلدتنغ.
في هاري بوتر وحجر الفيلسوف، يعطي روبيوس هاجريد ددلي ذيل خنزير يجب التخلص منه في مستشفى خاص في لندن. في جزء كأس النار، تنصح ممرضة مدرسة سميلدتنغ درسلي بوضعه على نظام غذائي صارم. في أثناء الصيف، عندما يجري تطبيق هذا النظام الغذائي يصل الويزلي إلى منزلهم رقم 4، بريڤت درايڤ ويختاران هاري للانضمام إلى كأس العالم للكويدتش، ويسقط فريد ويزلي عن طريق الخطأ يسقط حلوى التوفي التي توسّع لسان ددلي إلى أربعة أقدام قبل أن تسمح أمّه الهستيريّة على مضض لآرثر ويزلي بتقليصه. مع بداية جماعة العنقاء، يكون ددلي متبعًا لنظامه الغذائي لمدة عام، ويمارس الملاكمة، ويصبح بطلاً إقليمياً بين المدارس.
في الكتاب الخامس، يهاجم اثنان من الدمنتور ددلي وهاري في الزقاق. وينهار ددلي ويستخدم هاري الباترونس لدفع مجموعة الدمنتور بعيداً عن نفسه وابن عمه. ثم تأتي السيدة فيغ، جارتهم ويظهر أنها سكويب بحديثها عن الدمنتور. يحمل هاري والسيدة فيج منزل ددلي المهتز رغم أن ددلي يكون مقتنعًا بأن هاري هو من جعل الدمنتور يظهرون في المقام الأول. بعد المواجهة يتساءل هاري عن نوع الذكريات السيئة التي كان يمكن أن يستحضرها ددلي حيث يجبر الدمنتور الناس على إعادة أسوأ تجاربهم. وفي وقت لاحق، تكشف رولينغ في محادثة على الإنترنت، أن أسوأ مخاوف ددلي كانت أن يرى نفسه على حقيقته: قاسٍ، أناني، عنيف وبلا مشاعر على الإطلاق تجاه الآخرين وهذا الوحي يصدمه في صميم قلبه. تعطي هذه التجربة ددلي انطباعاً أكثر إيجابية عن هاري كما رأينا في فيلم مقدسات الموت عندما يكون ددلي العضو الوحيد من العائلة الذي يتقبل هاري؛ يصافحه ويشكره على إنقاذ روحه من هجوم الدمنتور ويظهر بعض القلق عندما تغادر عائلة درسلي للاختباء. وفي تقديره لجميل ابن عمه المتأخر، يقول هاري وداعاً له باستخدام لقب ددلي السابق «بييك دي». ولكن في النسخة السينمائية، لا يوجد هذا الشعور قبل أن يتمكن من نطق أي كلمات أخيرة؛ ولكن في إصدار بلو- راي ديڤيدي يتضمن المشهد المحذوف المصالحة بين أبناء العم.

## وصلات خارجية
- The Harry Potter Lexicon's page on the Dursley family